# Миракка, Хосе
Хосе Луис Леон Миракка (исп. José Luis Leon Miracca; 23 сентября 1903, Парагвай — XX век) — парагвайский футболист, игравший на позиции защитника.

## Клубная карьера
Выступал за команду «Насьональ», с которой дважды выиграл чемпионат Парагвая (1924 и 1926).
В 1932 году он играл за «Тигре» в аргентинской лиге.

## Международная карьера
В 1924 году дебютировал в официальных матчах за национальную сборную Парагвая.
В составе сборной был участником чемпионата мира 1930 года в Уругвае, где принял участие в матче с США (0:3). Следующий матч против Бельгии (1:0) не играл.
В течение карьеры в национальной команде, которая длилась 8 лет, провел в ей форме 4 матча.

## Достижения
- Чемпион Парагвая: 1924, 1926